# Primula pseudodenticulata
Primula pseudodenticulata är en viveväxtart som beskrevs av Ferdinand Albin Pax. Primula pseudodenticulata ingår i släktet vivor, och familjen viveväxter. Inga underarter finns listade i Catalogue of Life.